# 飾帶長鱸
飾帶長鱸，為輻鰭魚綱鱸形目鱸亞目鮨科的其中一種，分布於西北太平洋的琉球群島海域，棲息深度24-250公尺，體長可達14.3公分，為底棲性魚類，屬肉食性，生活習性不明。

## 擴展閱讀
維基物種上的相關：飾帶長鱸